# بطولة كروزارويت إن إكس تي
بطولة الوزن المتوسط (بالإنجليزية: cruiserweight championship)‏ كانت بطولة مصارعة محترفة أنشئت في 26 أغسطس 2016 وكانت تابعة دبليو دبليو إي، خلال فترتها القصيرة، كانت البطولة الوحيدة بحد أقصى للوزن، حيث يمكن للمصارعين ذوي وزن 205 رطل (93 كجم) وما دون ذلك التنافس على اللقب.
اسم البطولة قبل تغييره في عام 2019 مختلفًا عن بطولة بطولة كروزارويت دبليو دبليو إي [الإنجليزية] السابقة التي أنتهت في عام 2007. وكان اللقبان يشتركان في نفس الاسم، لكنهما لم يتشاركا نفس التاريخ اللقب.